# Тумсой (тайп)
Тумсой (чечен. Тумсой) — чеченский тайп, входящий в тукхум Шатой, а также объединённый в кровнородственный союз с тайпами Зумсой и Чантий.

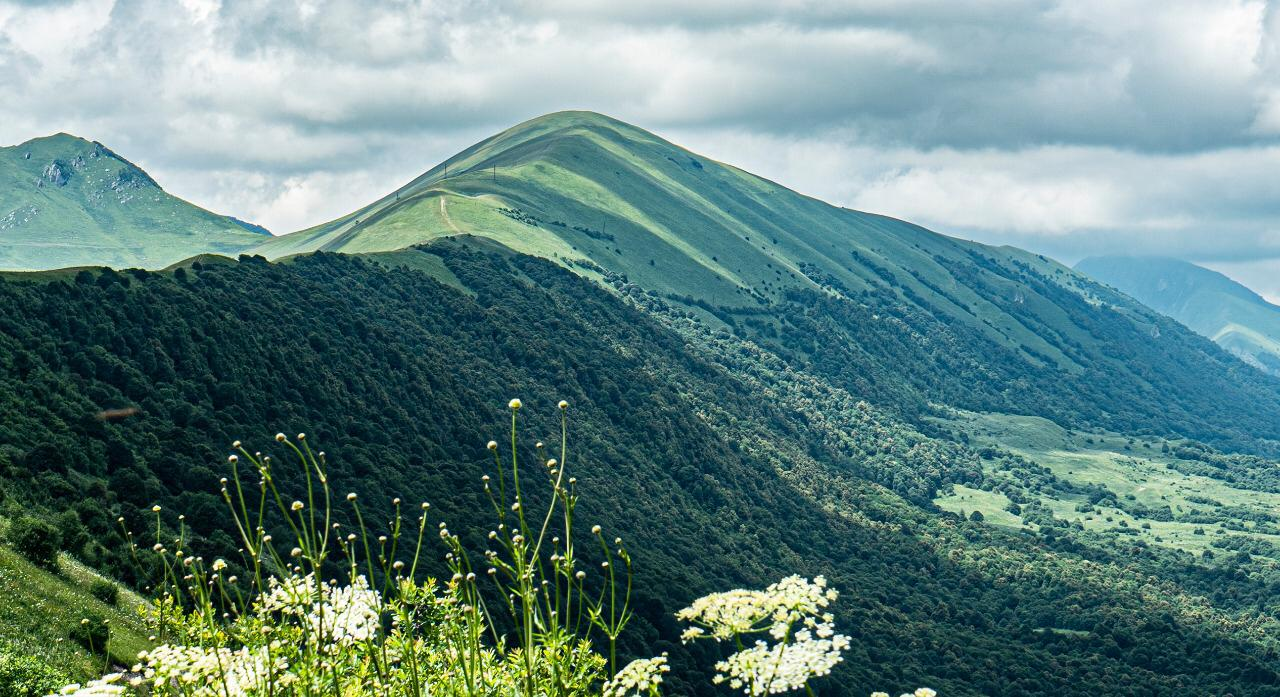
Тумсоевская гора. 2072 метра

Тумсоевцы издревле имели свой ареал в горном регионе Чечни на границе нынешнего Шатойского и Итумкалинского районов. Исторически их тайповой территорией является гора Тумсой-Лам и прилегающие к ней места Тумса (Тумсой), Борзе (Борзой) и Редухе (Редухой).

## Расселение
Представители тайпа проживают в следующих населённых пунктах: Борзой, Валерик, Ачхой-Мартан, Старые Атаги Катыр-Юрт, Грозный, Закан-Юрт, Гойты, Урус-Мартан, Дуба-Юрт, Чири-Юрт, Махкеты, Гикало, Алхан-Кала.

## Общие сведения
Тумсой имеет кровнородственные связи с такими тайпами как Зумсой и Чантий, по преданию эти тайпы происходят от трёх братьев — Тумсо, Зумсо и Чанти, отцом которых был Бешто, живший в раннем средневековье в местечке под названием ГIов тӏехьашка, области Нашха в Галанчожском районе.
У тайпа имеется своя тайповая башня — Тумсойская башня.
В 2019 году около центральной мечети в с. Борзой, состоялся сход тайпа Тумсой, специально для этого сюда съехались представители данного тайпа проживающие в соседних регионах и странах СНГ.

## История

### Первые упоминания
Тумсой перечисляются среди ряда чеченских обществ, упоминаемых в русских источниках XVI—XVII вв.. В документе 1647 года назван кабак Тумцоев в Шибуцкой земле. То есть поселение тайпа Тумсой Родовой аул и сам тайп Тумсой, Тумцой, Тумса неоднократно упоминаются в русских письменных источниках XVII—XVIII вв., что свидетельствует о политической значимости и силе населения местности, ибо ранние русские документы донесли до нас упоминания лишь о наиболее крупных и мощных чеченских родоплеменных группах. Родовой аул расположен в 8-ми км к юго-западу от районного центра с. Шатой — у подножья горы Тумсой-Лам гора тумсойцев и ведет к нему весьма крутая проселочная дорога, приспособленная для грузового транспорта. С северо-востока к аулу примыкает большое селение. Борзой — первоначального отселок Тумсоя, ныне разросшийся в несколько раз больше последнего.

### Кавказская война
Тумсой, наряду с другими чеченцами, приняли активное участие в Кавказской войне 1817—1864 гг.